# Mònaco
El Principat de Mònaco és una ciutat a la costa de la mar Mediterrània que constitueix un petit estat europeu conformat exclusivament per la ciutat de Mònaco (amb tres nuclis de població: Vila de Mònaco, Montecarlo i la Condamina). Se situa a la Costa d'Atzur, entre les ciutats franceses de Niça i Menton. Té una superfície d'1,95 km² i una població de 36.950 habitants (2013) dels quals 9.486 són de nacionalitat monegasca; és àmpliament reconegut com un dels llocs més cars i rics del món. La llengua oficial del principat és el francès. A més, el monegasc (un dialecte del lígur), l'italià i l'anglès són parlats i entesos per molts residents.
Amb una superfície de 2,1 km², és el segon estat sobirà més petit del món, després de la Ciutat del Vaticà. Els seus 19,009 habitants /km² el converteix en l'estat sobirà més densament poblat del món. Mònaco té una frontera terrestre de 5,47 km i la costa més curta del món d'aproximadament 3,83 km; té una amplada que varia entre 1.700 i 349 m. El punt més alt de l'estat és un camí estret anomenat Chemin des Revoires als vessants del Mont Agel, al barri de Les Révoires, que és a 161 m sobre el nivell del mar. El principat és a uns 15 km de la frontera amb Itàlia. El seu barri més poblat és Larvotto/Bas Moulins amb una població de 5.443 habitants el 2008. A través de la recuperació de terres, la massa terrestre de Mònaco s'ha ampliat un 20 per cent. L'any 2005 només tenia una superfície de 1.974 km².
El principat es regeix sota una forma de monarquia constitucional, amb el príncep Albert II com a cap d'estat, que exerceix un immens poder polític malgrat el seu estatus constitucional. El primer ministre, que és el cap del govern, pot ser ciutadà monegasque o francès; el monarca consulta amb el govern de França abans d'una cita. Els membres clau del poder judicial de Mònaco són magistrats francesos independents. La Casa de Grimaldi governa Mònaco, amb breus interrupcions, des de 1297. La sobirania de l'estat va ser reconeguda oficialment pel Tractat Franco-Monegasco de 1861, amb Mònaco esdevenint membre de ple dret de vot de les Nacions Unides el 1993. Malgrat la independència de Mònaco i la política exterior separada, la seva defensa és responsabilitat de França, a més del manteniment de dues petites unitats militars.
El desenvolupament econòmic es va estimular a finals del segle xix amb l'obertura del primer casino de l'estat, el Casino de Montecarlo, i una connexió ferroviària amb París. Des d'aleshores, el clima suau, el paisatge i les instal·lacions de joc de Mònaco han contribuït a l'estatus del principat com a destinació turística i centre d'esbarjo per als rics. En els darrers anys, Mònaco s'ha convertit en un important centre bancari i ha intentat diversificar la seva economia en el sector serveis i en petites indústries d'alt valor afegit i no contaminants. Mònaco és famós com a paradis fiscal: el principat no té impostos sobre la renda de les persones físiques i impostos comercials baixos. Més del 30% dels residents són milionaris, amb preus immobiliaris que van arribar als 100.000 € per metre quadrat el 2018.
Mònaco no forma part formalment de la Unió Europea (UE), però participa en determinades polítiques de la UE, com ara controls duaners i fronterers. A través de la seva relació amb França, Mònaco utilitza l'euro com a única moneda; abans, utilitzava el franc monegasc, que estava vinculat i intercanviable amb el franc francès fins a l'1 de gener de 2002. Mònaco es va incorporar al Consell d'Europa el 2004 i és membre de l'Organització Internacional de la Francofonia (OIF). També és l'amfitrió de la cursa anual de motors del circuit de carrer, el Gran Premi de Mònaco, un dels Grans Premis originals de la Fórmula 1. L'associació local d'esports de motor dona nom al Ral·li de Montecarlo, acollit al gener als Alps francesos. El principat compta amb un equip de futbol club, l'AS Monaco, que competeix a la Lliga 1 francesa i ha esdevingut campió de França en múltiples ocasions, i un equip de bàsquet, que juga a l'Eurolliga. Mònaco, un centre d'investigació sobre conservació marina, acull un dels primers hàbitats marins protegits del món, un Museu Oceanogràfic i els Laboratoris de Medi Ambient de l'Agència Internacional d'Energia Atòmica, que és l'únic laboratori marí de l'estructura de les Nacions Unides.

## Nom
Mònaco fou un port establert per grecs foceus de Massàlia, que l'anomenaren Mònoikos (grec antic: Μόνοικος, 'una sola casa'). Posteriorment, els romans adoptaren aquest nom, anomenant-la Monoecus.
En les llengües autòctones del país s'anomena Mónegue (occità) i Mu̍negu (lígur monegasc). En occità general s'anomena Monegue o Morgues, i en lígur general, Mónego, forma presa per l'italià i convertida en Monaco. De l'italià, llengua oficial fins al segle xix, el nom fou manllevat pel francès, que substituí l'italià com a llengua oficial, i així la forma Monaco esdevengué internacional.
En català, el nom històric i tradicional és Mònec. No obstant això, la forma ha caigut en desús i gairebé no és promoguda per cap institució o entitat; en conseqüència, la forma més utilitzada és Mònaco, presa de l'italià. El llibre d'estil de Vilaweb, per la seva banda, preconitza l'ús de Mònegue, presa de l'occità.

## Geografia

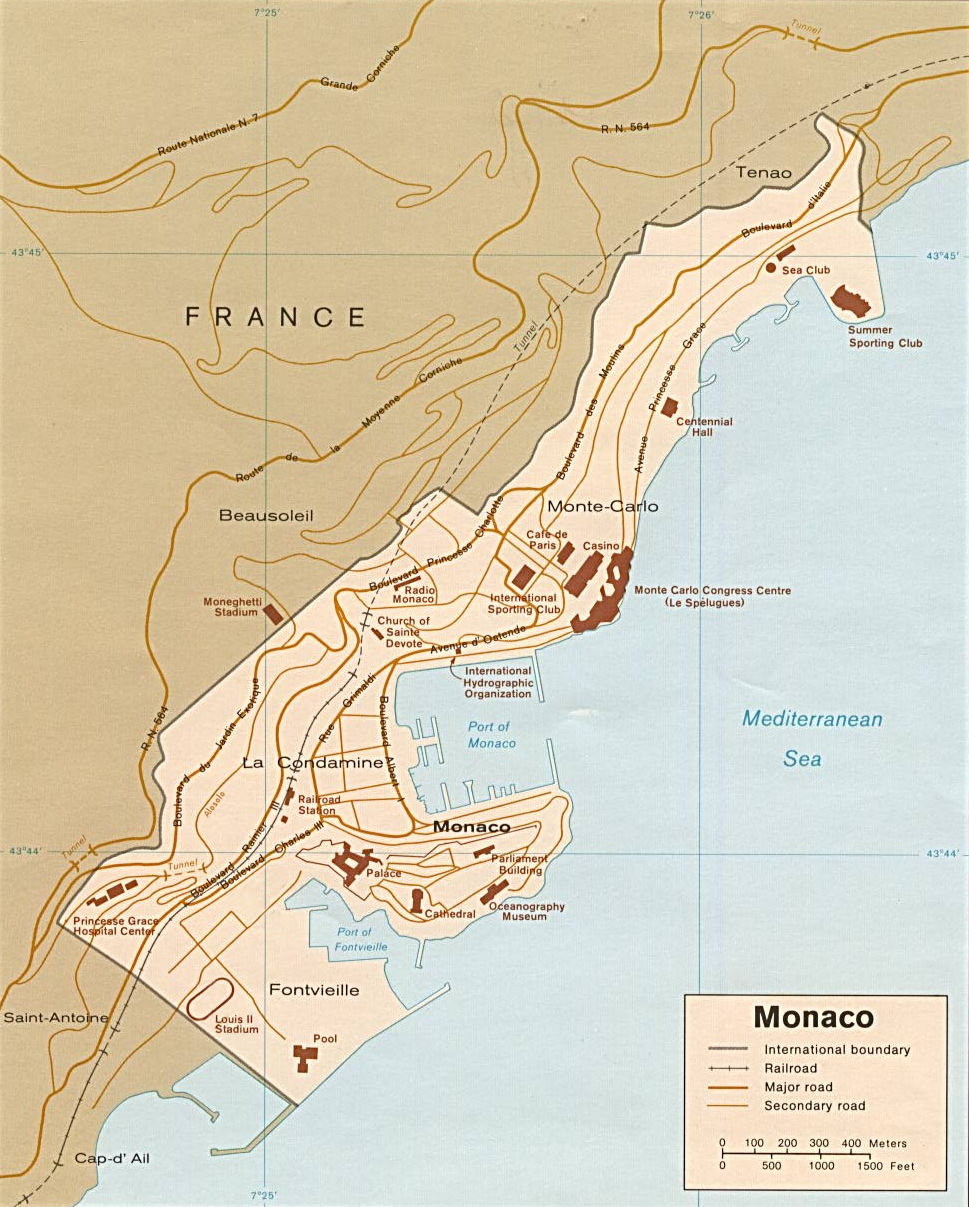
Mapa de Mònaco

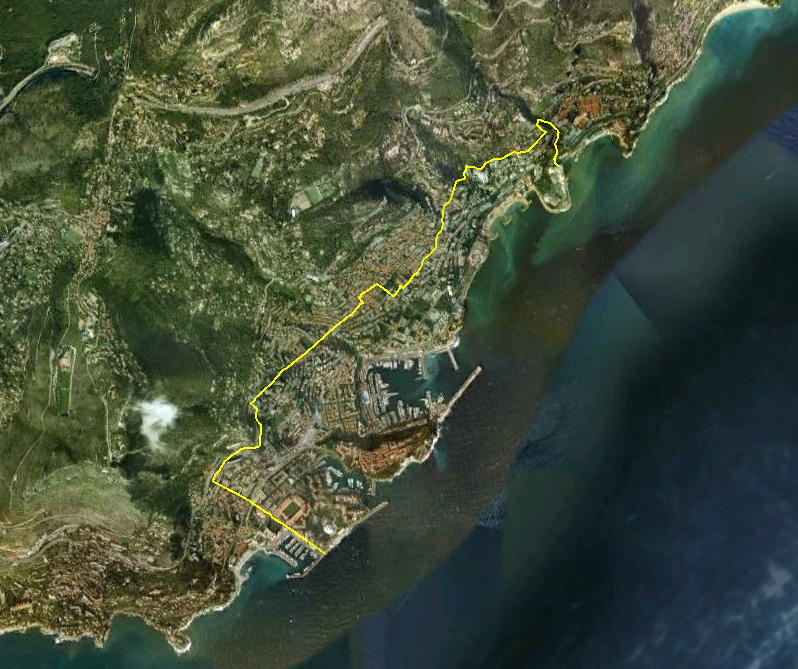
Vista per satèl·lit de Mònaco, amb la frontera entre França i Mònaco mostrada en groc

Mònaco no té grans accidents geogràfics, ja que el principat no fa més que 1,95 km², fent de Mònaco el segon país més petit i més densament poblat del món. El país té una frontera terrestre de només 5,47 km, una línia de costa de 3.83 km, una frontera marítima que s'estén 22,2 km, i una amplada que varia entre 1.700 i 349 m. El territori és una franja costanera enclavada dins la regió francesa de Provença-Alps-Costa d'Atzur i està composta per turons, cales i una platja. Limita amb el departament francès dels Alps Marítims per tres costats, amb un costat voreja el mar Mediterrani. El seu centre és d'uns 16 km d'Itàlia i només 13 km al nord-est de Niça.
El punt més alt del país es troba a l'accés a l'edifici residencial Patio Palace al Chemin des Révoires (barri Les Révoires) des de la D6007 (carrer Moyenne Corniche) a 164,4 m sobre el nivell del mar. El punt més baix del país és el mar Mediterrani. El rierol de Saint-Jean és la massa d'aigua més llarga, al voltant de 0,19 km de llargada, i Fontvieille és el llac més gran, aproximadament 0.5 ha.
Després d'una recent expansió del Port Hèrcules, l'àrea total de Mònaco va créixer fins a 208 ha; posteriorment, s'han aprovat nous plans per ampliar el districte de Fontvieille unes 8 ha, amb terrenys recuperats al mar Mediterrani. Els projectes de recuperació de terres inclouen l'ampliació del districte de Fontvieille. Hi ha dos ports a Mònaco, Port Hèrcules i Port Fontvieille. Hi ha un port francès veí anomenat Cap d'Ail que es troba prop de Mònaco. L'únic recurs natural de Mònaco és la pesca; ja que gairebé tot el país és una àrea urbana, Mònaco no té cap tipus d'agricultura comercial.
El principat pot assolir temperatures de fins a 31,5 °C a l'estiu i a l'hivern, 5,5 °C de mínima. El seu clima és de tipus mediterrani temperat, és a dir, la seua estació més seca i càlida és l'estiu mentre que la més freda és l'hivern entre els mesos de novembre i gener, i és comparable amb el clima mediterrani de la costa gironina.

### Divisions administratives
Mònaco és el segon país més petit del món per superfície; només la Ciutat del Vaticà és més petita. Mònaco és el país més densament poblat del món. L'estat consta d'un sol municipi (comuna), la comuna de Mònaco. No hi ha distinció geogràfica entre l'estat i la ciutat de Mònaco, tot i que les responsabilitats del govern (a nivell estatal) i del municipi (a nivell de ciutat) són diferents. Segons la constitució de 1911, el principat estava subdividit en tres municipis:
- Vila de Mònaco, l'antiga ciutat i seu del govern del principat sobre un promontori rocós que s'estén al Mediterrani, conegut com el Roca de Mònaco, o simplement La Roca;
- Montecarlo, la principal zona residencial i turística amb el Casino de Montecarlo a l'est i al nord-est;
- La Condamina, el tram sud-oest que inclou la zona portuària, Port Hèrcules.

Els municipis es van fusionar en un l'any 1917, i després se'ls va concedir l'estatus de Barris:
- Fòntvielha (o Fontvieille) es va afegir com a quart barri, una zona de nova construcció guanyada al mar als anys setanta;
- Moneguet (o Moneghetti) es va convertir en el cinquè barri, creat a partir d'una part de la Condamina;
- Larvòt (o Larvotto) es va convertir en el sisè, creat a partir d'una part de Montecarlo;
- La Rossa e Sant Roman (La Rousse/Saint Roman, incloent Le Ténao) es va convertir en el setè barri, també creat a partir d'una part de Montecarlo.

Posteriorment, es van crear tres barris addicionals, que després es van dissoldre el 2013:
- Saint Miquel, creat a partir d'una part de Montecarlo;
- La Còla, creat a partir de part de la Condamina;
- Les Reveres, també creat a partir d'una part de la Condamina.

La major part de Saint Miquel va tornar a formar part de Montecarlo el 2013. La Colle i Les Révoires es van fusionar el mateix any com a part d'un procés de redistricte, on van passar a formar part de la sala més gran del Jardin Exotique. Es va planificar un barri addicional mitjançant una nova recuperació de terres que s'establirien a partir del 2014 però el príncep Albert II va anunciar en el seu discurs d'Any Nou de 2009 que havia acabat amb els plans a causa del clima econòmic de l'època. El príncep Albert II a mitjan 2010 va reiniciar amb fermesa el programa. El 2015, es va anunciar un nou desenvolupament anomenat Anse du Portier.

### Barris tradicionals i zones geogràfiques modernes
Els quatre barris tradicionals de Mònaco són la Vila de Mònaco, la Condamina, Montecarlo i Fontvièlha. El suburbi de Moneguet, la part d'alt nivell de la Condamina, és generalment vist avui com un cinquè barri eficaç de Mònaco, amb una atmosfera i una topografia molt diferents en comparació amb la Condamina de baix nivell.
A efectes urbanístics, una ordenança sobirana de 1966 dividia el principat en sectors reservats, «el caràcter actual dels quals cal preservar», i barris. El nombre i els límits d'aquests sectors i barris s'han modificat diverses vegades. L'última divisió data del 2013 i va crear dos sectors reservats i set barris. Actualment s'està construint un nou districte de 6 hectàrees, el Port, sobre el mar.

### Arquitectura
Mònaco presenta una àmplia gamma d'arquitectura, però l'estil característic del principat, especialment a Montecarlo, és el de la Belle Époque. Troba la seva expressió més florida al Casino de 1878–9 i a la Salle Garnier creat per Charles Garnier i Jules Dutrou. Els elements decoratius inclouen torretes, balcons, pinacles, ceràmica multicolor i cariàtides. Aquests es van combinar per crear una fantasia pintoresca de plaer i luxe, i una expressió seductora de com Mònaco busca i encara busca, retratar-se a si mateix. Aquest capriccio d'elements francesos, italians i espanyols es va incorporar a les viles i apartaments d'hacienda. Després d'un desenvolupament important a la dècada de 1970, el príncep Ranieri III va prohibir els edificis de gran alçada al principat. El seu successor, el príncep Albert II, va anul·lar aquest Ordre Sobirà. En els darrers anys l'acceleració de la demolició del patrimoni arquitectònic de Mònaco, incloses les seves vil·les unifamiliars, ha generat consternació. El principat no té legislació de protecció del patrimoni.

### Clima
Mònaco té un clima mediterrani d'estiu calorós (classificació climàtica de Köppen: Csa), amb fortes influències marítimes, amb algunes semblances amb el clima subtropical humit (Cfa). Com a resultat, té estius càlids i secs i hiverns suaus i plujosos. Els hiverns són molt suaus tenint en compte la latitud de la ciutat, essent tan suaus com els llocs situats molt més al sud de la conca mediterrània. Els intervals freds i plujosos poden interrompre la temporada d'estiu seca, la durada mitjana de la qual també és més curta. Les tardes d'estiu són poques vegades caloroses (de fet, temperatures superiors als 30 °C són rares) ja que l'atmosfera és temperada a causa de les constants brises marines. D'altra banda, les nits són molt suaus, a causa de la temperatura força alta del mar a l'estiu. En general, les temperatures no baixen dels 20 °C en aquesta temporada. A l'hivern, les gelades i les nevades són extremadament rares i generalment es produeixen una o dues vegades cada deu anys. El 27 de febrer de 2018, tant Mònaco com Montecarlo van tenir nevades.

## Història

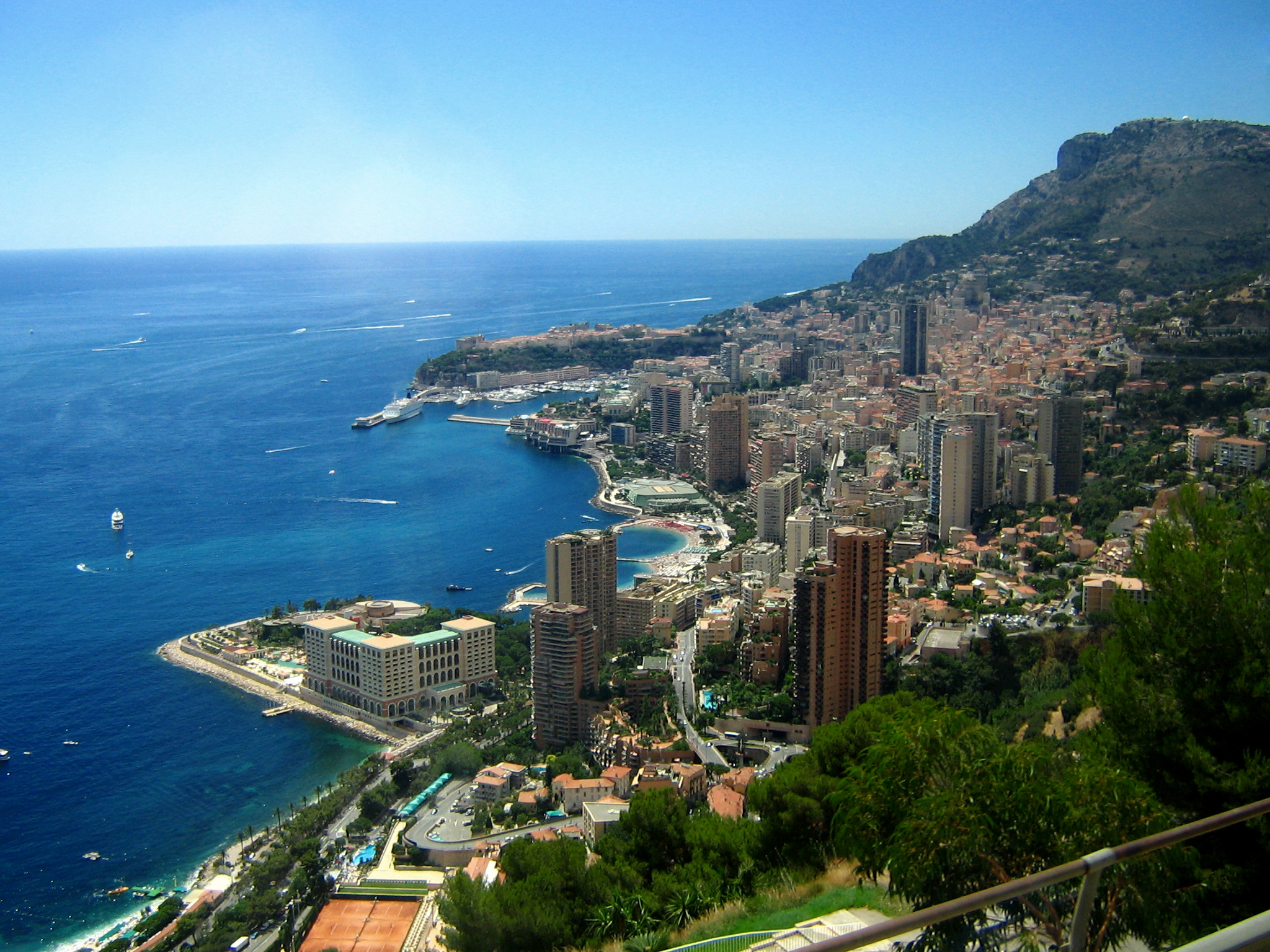
Vista de Mònaco

Antiga colònia grega fundada pels grecs de Massàlia amb el nom de Monec (grec antic: Μόνοικος), la ciutat tenia un temple dedicat a Hèrcules. En temps dels romans el port de Monoecus és anomenat també Portus Herculis Monoeci, és a dir, Port d'Hèrcules de Monec (a vegades només Portus Herculis). Fou una base naval romana de segon ordre.
A les muntanyes properes es va erigir un monument per commemorar la submissió de les tribus lígurs, la inscripció del qual fou conservada per Plini el Vell. Encara es conserven les seves ruïnes prop de la vila de Turbia, derivació dels Tropaea Augusti (Τρόπαια Σεβαστοῦ) o Tropaea Alpium.
Mònaco passà a ser governada per la família Grimaldi el 1297 i atacada per Guillem de Cervelló i de Banyeres en 1331, i a partir de 1419 la conserven fins avui en dia. Després d'haver estat reconegut per França, el 1793, Napoleó annexionà el principat a l'estat francès fins al 1814, en què es restaurà el poder de la dinastia dels Grimaldi. L'antic absolutisme fou substituït per un règim liberal a partir de la constitució de 1911. El govern recau sobre el Príncep, que regeix sobre un consell de govern, mentre el poder legislatiu l'exerceix un Consell Nacional integrat per 18 membres.
Esdevingut un paradís fiscal on els ciutadans no paguen impost sobre la renda i les empreses abonen unes taxes molt reduïdes, Mònaco ingressà el 1993 a l'ONU i s'adoptaren diverses mesures per a lluitar contra el blanqueig de diners i la malversació financera. El 2002, tot i no formar part de la Unió Europea, Mònaco adoptà l'euro com a moneda única i a l'abril d'aquell mateix any es modificà la Constitució per tal d'assegurar la continuació al tron dels Grimaldi davant la manca de descendència de l'hereu Albert, ja que fins aleshores l'estat francès era l'hereu del Principat en cas d'extinció de la dinastia.
De totes maneres, aquesta constitució deixa sense drets dinàstics Alexandre Coste i Jazmin Grace Rotolo, fills del príncep però concebuts fora del matrimoni eclesiàstic.

## Política
Mònaco ha estat governat per una monarquia constitucional des de 1911, amb el Príncep com a Cap d'Estat. La branca executiva consisteix en un Ministre d'Estat (Cap del Govern), qui presideix un gabinet (Consell de Govern) de 6 membres. El Ministre de l'Estat és un ciutadà francès designat pel príncep, qui l'escullen d'entre candidats proposats pel govern de França, que s'encarrega dels afers de defensa i seguretat del principat.
Sota la Constitució de 1962, el Príncep comparteix el seu poder amb un Parlament unicameral, el Consell Nacional. Els 24 membres del cos legislatiu són escollits mitjançant votació directa i democràtica, i tenen un període de 5 anys. Tots ells compleixen la funció de fer les lleis i reglamentar els decrets reials. Els principals afers locals són dirigits pel Concili Comunal, el qual es compon de 15 membres escollits i presidits per un alcalde. El Concili Comunal fa el paper d'ajuntament i compleix la funció de fer gestions locals pel seu desenvolupament.
Mònaco no és un Estat membre de la Unió Europea però hi manté relacions comercials.

## Llengües
A Mònaco hi ha una llengua autòctona: el monegasc (una varietat del nord-italià i més especialment del lígur) i també s'hi ha parlat l'occità, segons els estudis fets localment pels lingüistes Raymond Arveiller (Étude sur le parler de Monaco, 1967, Comité National des Traditions Monégasques, paràgraf 1) i Charles de Tourtoulon (fi del segle xix, citat per Arveiller). En realitat l'occità monegasc, que segons R. Arveiller era una llengua híbrida i poc fixada, barreja de monegasc, dels parlars de la Riviera italiana, de niçard, de piemontès i de francès, va ser portat pels nombrosos immigrants que s'instal·laren al Principat arran de la construcció del Gran Casino i l'enorme creixement urbà i turístic. En la dècada de 1940, encara era un llenguatge molt viu, la "llengua dels carrers", però els monegascs d'origen la rebutjaven i preferien el francès, de fet en aquells anys ja s'havia consumat la substitució lingüística del monegasc pel francès. Possiblement, encara queden parlants d'aquell occità tan particular, però no hi ha dades i és un llenguatge que ja no s'utilitza.

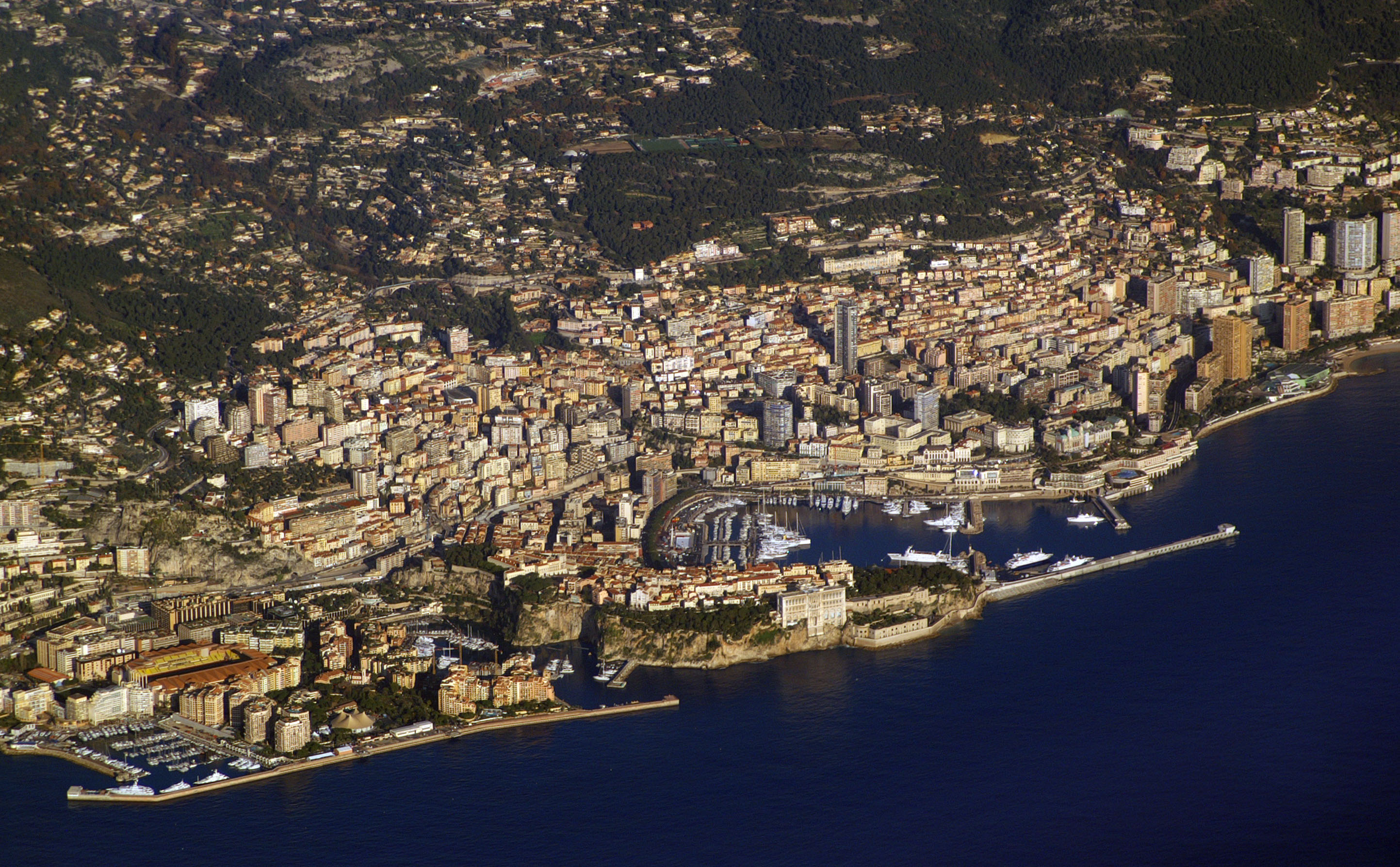
Vista aèria de Mònaco

El parlar de Menton i Rocàbruna, que fins al 1848 depengueren de Mònaco, sí que és molt més acostat al niçard, amb elements lígurs. S'anomena mentonasc.
El francès és l'única llengua oficial del Principat, però no és l'autòctona. També una part de la població parla anglès i italià. El monegasc s'ensenya a les escoles i té un cert ús cerimonial (Imnu munegascu, discursos del Príncep). El Comité National des Traditions Monégasques vetlla pel manteniment i difusió de la cultura i llengua autòctones, amb publicacions diverses.

## Turisme
El Principat de Mònaco és un lloc de gran atractiu turístic. Hi destaquen el famós Casino de Montecarlo, el Museu Oceanogràfic de Jacques Cousteau i el Gran Premi de Fórmula 1 que s'hi celebra cada any, al Circuit de Montecarlo.

## Economia
Mònaco té el PIB nominal per càpita més alt del món amb 185.742 dòlars EUA, el PIB PPA per càpita de 132.571 dòlars i el RNB per càpita de 183.150 dòlars. També té una taxa d'atur del 2%, amb més de 48.000 treballadors que viatgen cada dia des de França i Itàlia. Segons el CIA World Factbook, Mònaco té la taxa de pobresa més baixa del món i el nombre més alt de milionaris i multimilionaris per càpita del món. Per quart any consecutiu, Mònaco va tenir el 2012 el mercat immobiliari més car del món, amb 58.300 dòlars el metre quadrat. L'apartament més car del món es troba a Mònaco, un àtic a la Torre Odeon valorat en 335 milions de dòlars segons Forbes el 2016.
Una de les principals fonts d'ingressos de Mònaco és el turisme. Cada any, molts estrangers se senten atrets pels seus casinos i el seu clima agradable. També s'ha convertit en un important centre bancari, amb més de 100.000 milions d'euros de fons. Els bancs de Mònaco s'especialitzen en la prestació de serveis de banca privada, gestió d'actius i patrimonis. Mònaco és l'únic lloc d'Europa on no es poden bescanviar els punts de la targeta de crèdit. No es poden acumular punts d'hotel ni registrar transaccions, la qual cosa permet un augment de la privadesa que busquen molts dels locals. El principat ha intentat amb èxit diversificar la seva base econòmica en serveis i indústries petites, d'alt valor afegit i no contaminants, com la cosmètica.
L'estat conserva monopolis en nombrosos sectors, entre ells el tabac i el servei postal. La xarxa telefònica (Monaco Telecom) solia ser propietat total de l'estat. El seu monopoli només és del 45%, mentre que el 55% restant és propietat de Cable & Wireless Communications (49%) i Compagnie Monégasque de Banque (6%). Els nivells de vida són alts, aproximadament comparables als de les pròsperes àrees metropolitanes franceses.
Mònaco no és membre de la Unió Europea, però molt estretament lligat a través d'una unió duanera amb França. Com a tal, la seva moneda és la mateixa que la de França, l'euro. Abans de 2002, Mònaco va encunyar les seves pròpies monedes, el franc monegasc. Mònaco ha adquirit el dret d'encunyar monedes d'euro amb dissenys moneguescs a la seva cara nacional.

### Indústria del joc

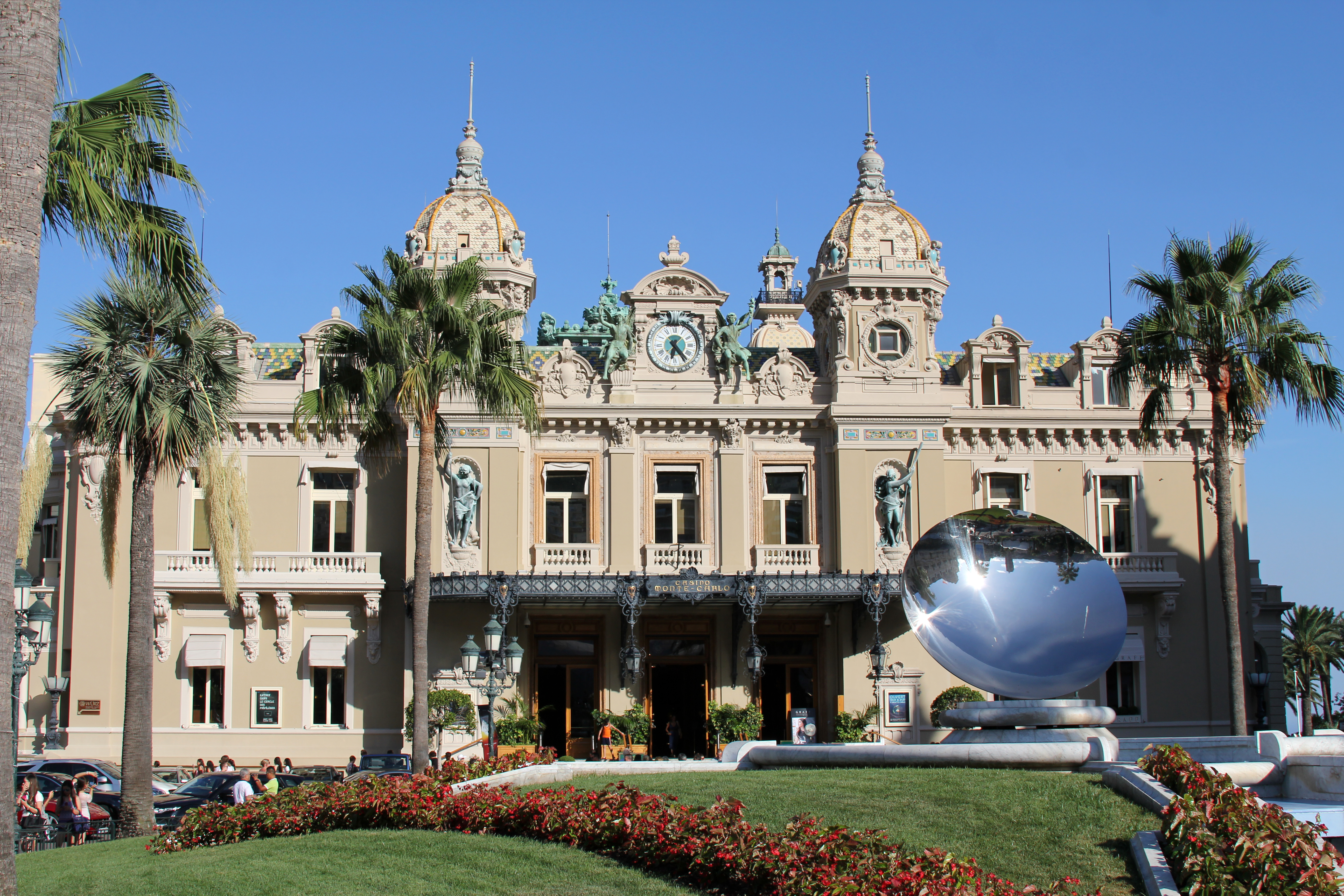
Casino de Montecarlo

El pla per als jocs de casino es va redactar durant el regnat de Florestan I el 1846. Sota el règim petit burgès de Louis-Philippe, a un dignatari com el príncep de Mònaco no se li permetia operar una casa de joc. Tot això va canviar en el dissolut Segon Imperi francès sota Napoleó III. La Dinastia Grimaldi tenia una gran necessitat de diners.
Les ciutats de Menton i Roquebrune, que havien estat durant segles les principals fonts d'ingressos per a la família Grimaldi, estaven ara acostumades a un nivell de vida molt millorat ia una fiscalitat indulgent gràcies a la intervenció sarda i reclamaven una concessió financera i política, fins i tot per a la separació. La família Grimaldi esperava que la nova indústria legal ajudés a alleujar les dificultats a les quals s'enfrontaven, sobretot el deute aclaparador en què s'havia incorregut la família, però el primer casino de Mònaco no estaria preparat per funcionar fins després que Carles III assumís el tron el 1856.
El concessionari de la concessió principesca (llicència) no va poder atreure prou negoci per mantenir l'operació i, després de traslladar el casino diverses vegades, va vendre la concessió als magnats francesos François i Louis Blanc per 1,7 milions de francs.
Els Blanc ja havien instal·lat un casino de gran èxit (de fet el més gran d'Europa) a Bad-Homburg al Gran Ducat de Hesse-Homburg, un petit principat alemany comparable a Mònaco, i ràpidament van demanar a Carles III que canviés el nom d'una zona costanera deprimida coneguda com «Les Spelugues (Cova dels lladres)» a «Monte Carlo (Mont Carles)». Després van construir el seu casino al recentment batejat «Monte Carlo» i van netejar els elements menys que salats de la zona per fer que el barri que envolta l'establiment sigui més propici al turisme.
Els Blanc van obrir Casino de Montecarlo el 1858 i el casino es va beneficiar del trànsit turístic que va crear el sistema ferroviari francès de nova construcció. A causa de la combinació del casino i els ferrocarrils, Mònaco finalment es va recuperar de l'anterior mig segle de crisi econòmica i l'èxit del principat va atreure altres negocis. En els anys posteriors a l'obertura del casino, Mònaco va fundar el seu Museu Oceanogràfic i l'Òpera de Montecarlo, es van construir 46 hotels i el nombre de joiers que operen a Mònaco es va multiplicar gairebé per cinc. En un aparent esforç per no sobreimposar als ciutadans, es va decretar que els monegascos tenien prohibit l'entrada al casino si no eren treballadors. El 1869, el casino guanyava una suma tan gran de diners que el principat es podia permetre el luxe d'acabar amb la recaptació d'impostos dels monegascs, un cop mestre que havia d'atreure residents acomodats d'arreu d'Europa en una política que encara existeix.
Avui dia, la Société des bains de mer de Mònaco, propietària de Le Grand Casino, encara funciona a l'edifici original que van construir els Blanc i des de llavors s'hi han unit diversos casinos, com el Le Casino Café de Paris, el Monte Carlo Sporting Club i Casino i el Casino del Sol. A més a Montecarlo hi ha el Monte Carlo Bay Casino, que es troba a 4 hectàrees del mar Mediterrani; entre altres coses, ofereix 145 màquines escurabutxaques, totes equipades amb «ticket-in, ticket-out» (TITO). És el primer casino mediterrani que utilitza aquesta tecnologia.

### Impostos baixos
Mònaco té un IVA del 20%, més alts impostos a les assegurances socials, tant per part dels empresaris com dels empleats. Les cotitzacions de l'empresari oscil·len entre el 28% i el 40% (una mitjana del 35%) del salari brut, incloses les prestacions, i els empleats paguen entre un 10% i un 14% (una mitjana del 13%).
Mònaco no ha cobrat maig l'impost sobre la renda de les persones físiques, i els estrangers poden, així, utilitzar-lo com a Paradís fiscal dels alts impostos del seu propi país, perquè com a país independent, Mònaco no està obligat a pagar impostos a altres països. L'absència d'un impost sobre la renda de les persones físiques ha atret molts "refugiats fiscals" rics residents de països europeus, que obtenen la majoria dels seus ingressos de l'activitat fora de Mònaco. Les celebritats, com els pilots de Fórmula 1, criden la major part de l'atenció, però la gran majoria són empresaris menys coneguts.
Segons un tractat bilateral amb França, els ciutadans francesos que resideixen a Mònaco encara han de pagar impostos sobre la renda i el patrimoni a França. El principat també descoratja activament el registre de societats estrangeres, cobrant un impost de societats del 33 % sobre els beneficis tret que puguin demostrar que almenys les tres quartes parts del volum de negoci es generen a Mònaco. A diferència dels paradisos fiscals clàssics, Mònaco no ofereix serveis financers offshore.
L'any 1998, el Centre de Política i Administració Tributària, part de l'Organització per a la Cooperació i el Desenvolupament Econòmics (OCDE), va emetre un primer informe sobre les conseqüències dels sistemes financers dels paradisos fiscals coneguts. Mònaco no va aparèixer a la llista d'aquests territoris fins al 2004, quan l'OCDE es va indignar per la situació monegasca i ho va denunciar en un informe, juntament amb Andorra, Liechtenstein, Libèria i les Illes Marshall. L'informe va subratllar la manca de cooperació de Mònaco pel que fa a la divulgació i la disponibilitat d'informació financera. Més tard, Mònaco va superar les objeccions de l'OCDE i va ser eliminat de la "llista grisa" de jurisdiccions no cooperants. El 2009, Mònaco va fer un pas més enllà i es va assegurar un lloc a la "llista blanca" després de signar dotze tractats d'intercanvi d'informació amb altres jurisdiccions.
L'any 2000, el Grup d'acció financera sobre blanqueig de capitals (GAFI) va declarar: «El sistema de lluita contra el blanqueig de capitals a Mònaco és complet. Els països s'han trobat amb dificultats amb Mònaco en investigacions internacionals sobre delictes greus que semblen estar relacionats també amb qüestions fiscals. A més, la UIF de Mònaco (SICCFIN) pateix una gran manca de recursos adequats. Les autoritats de Mònaco han declarat que proporcionaran recursos addicionals a SICCFIN.»
També l'any 2000, un informe dels diputats socialistes francesos Arnaud Montebourg i Vincent Peillon va declarar que Mònaco havia relaxat les polítiques pel que fa al blanqueig de capitals, inclòs dins del seu casino, i que el govern de Mònaco havia estat fent pressió política sobre el poder judicial perquè no es produïssin presumptes delictes. estar degudament investigat. En el seu Informe de progrés de 2005, el Fons Monetari Internacional (FMI) va identificar Mònaco, juntament amb altres 36 territoris, com un paradís fiscal, però en el seu informe del GAFI del mateix any va tenir una visió positiva de les mesures de Mònaco contra els diners. - blanqueig.
El Consell d'Europa també va decidir emetre informes sobre els paradisos fiscals. Vint-i-dos territoris, inclòs Mònaco, van ser així avaluats entre 1998 i 2000 en una primera ronda. Mònaco va ser l'únic territori que es va negar a realitzar la segona ronda, entre 2001 i 2003, mentre que els altres 21 territoris havien previst implementar la tercera i última ronda, prevista entre 2005 i 2007.